# رازن (فلم)
رازن (باليابانية: らせん) ، هي فيلم ياباني من نوع رعب ، أنتجت سنة 1998م وهي من ضمن سلسلة أفلام رينغ ، والذي أخرج الفيلم جوجي إيـدا ، وهي فيلم مقتبس من كتاب سبيرل ، والذي ألفه كوجي سوزوكي.

## وصلات خارجية
- مقالات تستعمل روابط فنية بلا صلة مع ويكي بيانات